# Margaret Sarfo
Margaret Sarfo (nom de plume Peggy Oppong ; née Odame), née le 26 janvier 1957 et décédée le 8 mai 2014, était une écrivaine et journaliste ghanéenne. Elle a travaillé pour Graphic Communications Group Limited et est devenue rédactrice en chef du journal The Mirror,.

## Enfance et éducation
Margaret Sarfo est née en 1957 à Mpraeso, Kwahu, au Ghana, de Daniel Odame et de son épouse. Elle a fréquenté l'école primaire à Adabraka, Accra, puis l'école secondaire Okuapeman, Akropong. Elle a obtenu son certificat d'études générales (GCE), niveaux Ordinary et Advanced, en 1971.
En 1979, elle a obtenu une licence en anglais et en russe à l'Université du Ghana. Elle a passé un an à étudier en Russie avant de retourner au Ghana. Elle a ensuite obtenu un diplôme d'études supérieures et une maîtrise en communication de l'Université du Ghana.

## Carrière
Margaret Sarfo a commencé sa carrière chez Graphic Communications Group pendant son service militaire. Le 2 janvier 1987, elle est devenue rédactrice à temps plein. Elle a été promue rédactrice adjointe du Mirror le 14 mai 1998, puis rédactrice en chef le 2 janvier 2003. Elle a pris sa retraite en 2011 pour se consacrer à l'écriture.

## Livres
Margaret Sarfo a écrit plusieurs romans, dont :
- The dancing money box[5]
- End of the Tunnel[6]
- Red Heifer[7]
- Adventures of Cleopas
- Julia's Dance
- No Roses for Sharon
- The Black Heel... a terrifying betrayal[8]

## Vie personnelle
Margaret a épousé Kojo Safo, qu'elle a rencontré à l'Université du Ghana. En 1982, elle s'installe avec lui au Nigéria, où elle enseigne l'anglais au lycée méthodiste polyvalent de l'État d'Ekiti. Ils retournent au Ghana en 1985. Le couple a quatre enfants : Sena Offei-Anim, Sedina Safo, Samuel Safo et Dela Bonsu.

## Décès et inhumation
Margaret Sarfo est décédée le 8 mai 2014 à l'hôpital militaire 37 du Ghana. Elle a été inhumée au cimetière d'Osu le 28 juin 2014. Elle laisse derrière elle son mari et ses quatre enfants,.